# Осипанов, Василий Степанович
Васи́лий Степа́нович Осипа́нов (1861—1887) — русский революционер, народоволец.

## Биография
Родился 21 февраля (5 марта) 1861 года в семье, принадлежавшей к мещанскому сословию, его отец был солдатом Томской инвалидной команды. Рано потеряв родителей, воспитывался в семье крестного — чиновника Г. Ф. Зеленопуло. Учился в Томской мужской гимназии (1872—1880), где познакомился с Дмитрием Зверевым, впоследствии сведшим его с террористами-народниками. Аттестат зрелости получил в Красноярской гимназии.
Ещё в юности познакомился с другим будущим народовольцем Борисом Оржихом, который переехал в Томск и учился в реальном училище. Знакомство с Осипановым преимущественно сформировало революционное мировоззрение Оржиха.
В 1881 году Осипанов поступил в Казанский университет, тогда же начал участвовать в студенческих революционных кружках. Был исключён, затем — восстановлен. В 1886 году перевёлся в Петербургский университет, чтобы иметь возможность совершить покушение на царя. В конце года Осипанов примкнул к террористической фракции «Народной воли».
Осипанов участвовал в заговоре с целью убийства Александра III, во главе которого стояли Александр Ульянов и Пётр Шевырёв. Был выбран метальщиком бомбы. После того, как покушение было предотвращено, Осипанов был арестован. Вместе с Ульяновым, Шевырёвым, Андреюшкиным, Генераловым он был приговорён к смертной казни и повешен 8 (20) марта 1887 года в Шлиссельбургской крепости.

## Киновоплощение
- 1965 — «Казнены на рассвете…». В роли Василия Осипанова — Борис Голдаев